# Estadio La Rosaleda
Az Estadio La Rosaleda egy labdarúgó-stadion a spanyolországi Málagában. Az épület a Málaga CF hazai pályájául szolgál, de több válogatott-mérkőzésre, többek között az 1982-es labdarúgó-világbajnokság három csoportmérkőzésére is itt került sor.

## Története
Az Enrique Atencia Molina és Fernando Guerrero-Strachan Rosado építészek tervei alapján épülő stadion 1941 őszére készült el teljesen, de az első mérkőzést már korábban lejátszották benne: április 13-án a CD Malacitano 6–0-s győzelmet aratott az AD Ferroviaria felett. A hat gólból ötöt, köztük a stadion történetének első gólját Manuel Fuentes Campesino szerzett. Az ünnepélyes felavatásra szeptember 14-én került sor: az ekkor tartott mérkőzésen, ahol a kezdőrúgást Pedro Luis Alonso polgármester 10 éves lánya, Lourdes Alonso végezte el, született meg a stadion első „hivatalos” gólja: ezt a vendég Sevilla FC játékosa, Miguel López Torrontegui lőtte.
1948. április 18-án itt játszották a spanyol kupa történetének legtöbb gólt hozó mérkőzését: a hazai csapat 11–4-re győzte le a Toledót. A legnagyobb hazai győzelemre (14–0 a Garrucha ellen a negyedsztályú bajnokság 9. csoportjában) 1995. május 7-én került sor. A legtöbb gólt egy mérkőzésen Pedro Bazán szerezte a stadionban: amikor 1948. január 4-én egy harmadosztályú találkozón a hazaiak 9–2-re legyőzték az Hérculest, mind a kilenc találat Bazán nevéhez kötődött.
2000 és 2006 között José Seguí Pérez tervei alapján a stadiont felújították. 2009-ben avatták fel a Museo&Tour MCF nevű létesítményt, ahol a látogatók bepillantást nyerhetnek a málagai klub több mint 100 éves történetébe.

### Világbajnoki mérkőzések a stadionban
| Dátum            | Csapat #1   | Eredmény | Csapat #2 | Forduló    | Nézőszám |
| ---------------- | ----------- | -------- | --------- | ---------- | -------- |
| 1982. június 15. | Skócia      | 5–2      | Új-Zéland | 6. csoport | 36 000   |
| 1982. június 19. | Szovjetunió | 3–0      | Új-Zéland | 6. csoport | 19 000   |
| 1982. június 22. | Szovjetunió | 2–2      | Skócia    | 6. csoport | 45 000   |

## Az épület
A nagyjából észak–déli tájolású stadion Málaga belvárosától északra található a Paseo de Martiricos s/n cím alatt. 30 044 fő befogadóképességű lelátójának keleti és nyugati oldala fedett. A természetes gyeppel borított pálya 105 m × 68 m nagyságú. A kapukat a 21. században a klub korábbi legendáiról nevezték el: Migueli, Viberti, Benítez, Bazán, Gallardo, Andrés Perales és Ben Barek. A stadionhoz műfüves pályák, edzőterem, videózó, modern sajtószoba, antidopping-terem és irodák is tartoznak.

## Képek

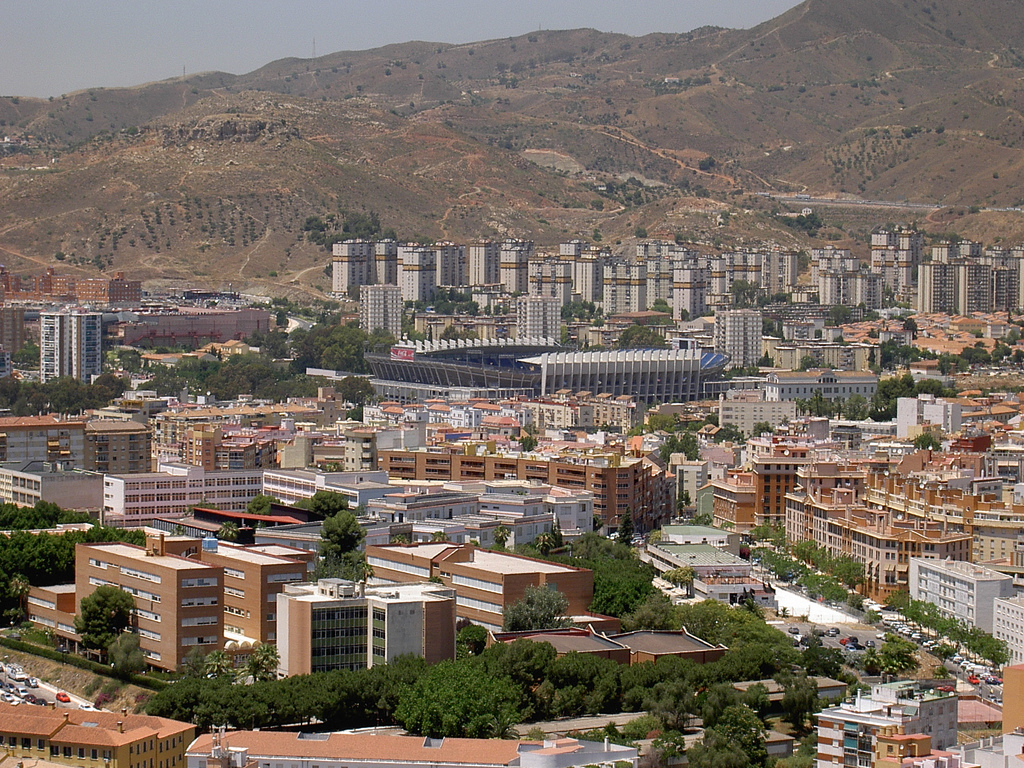
A stadion és környezete
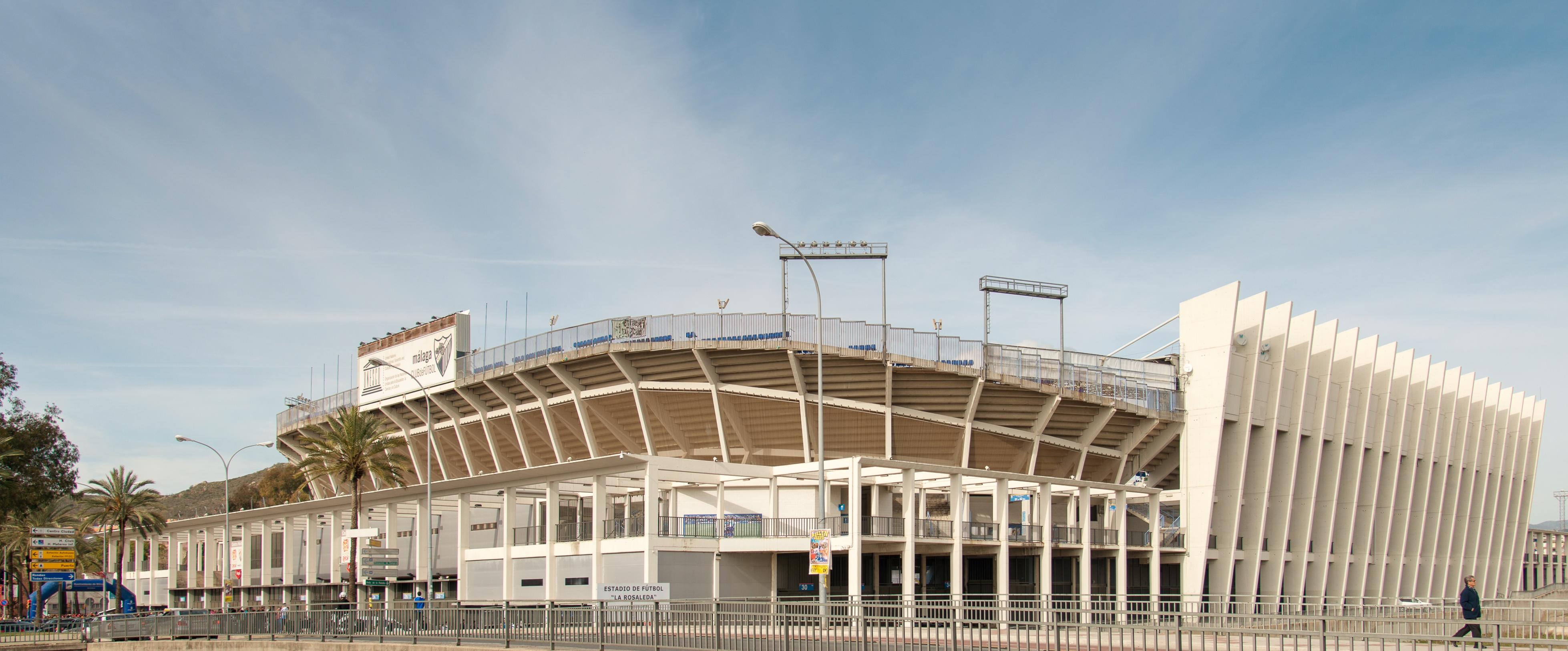
Az épület kívülről
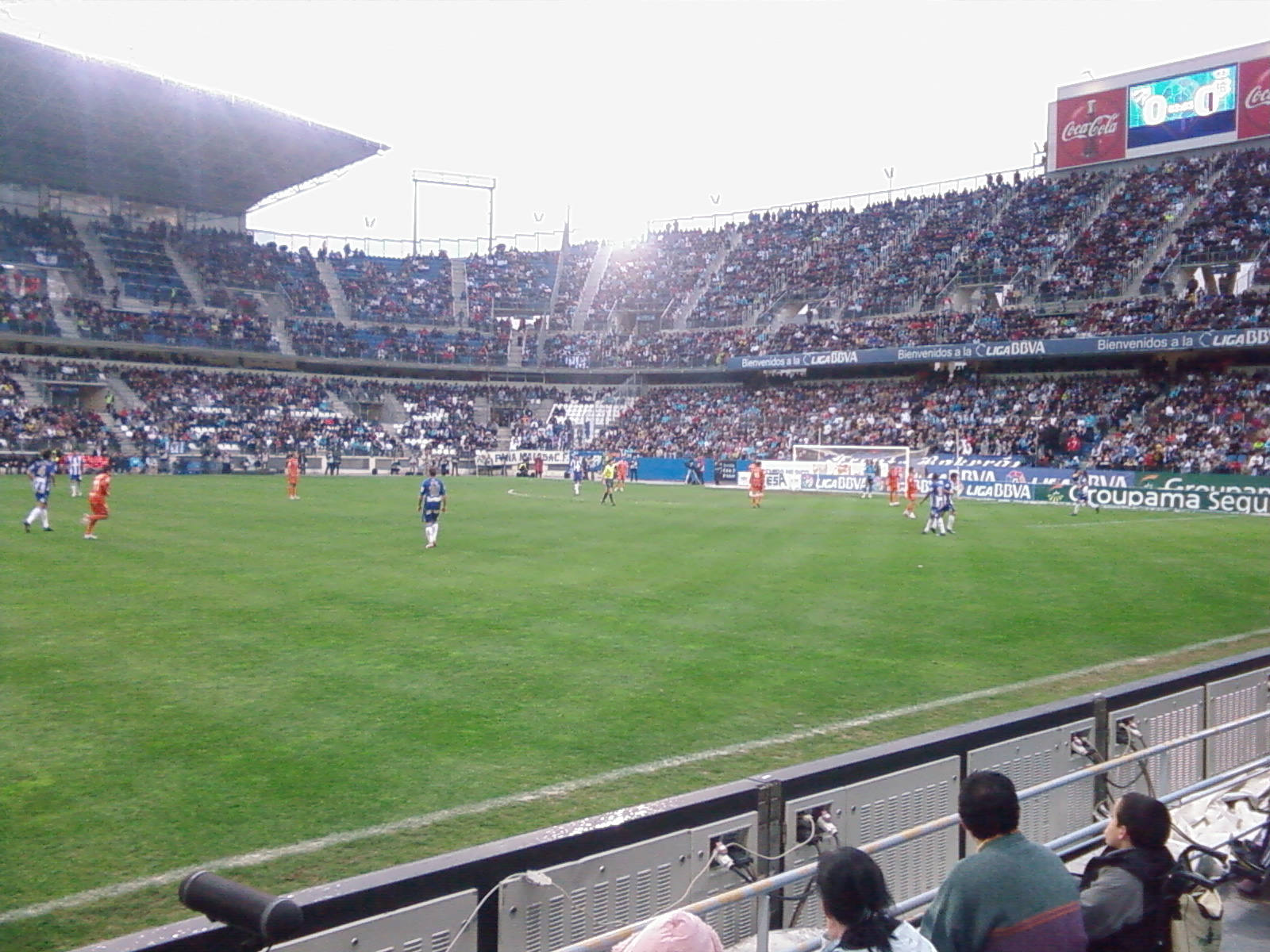
A lelátó egy része 2009-ben
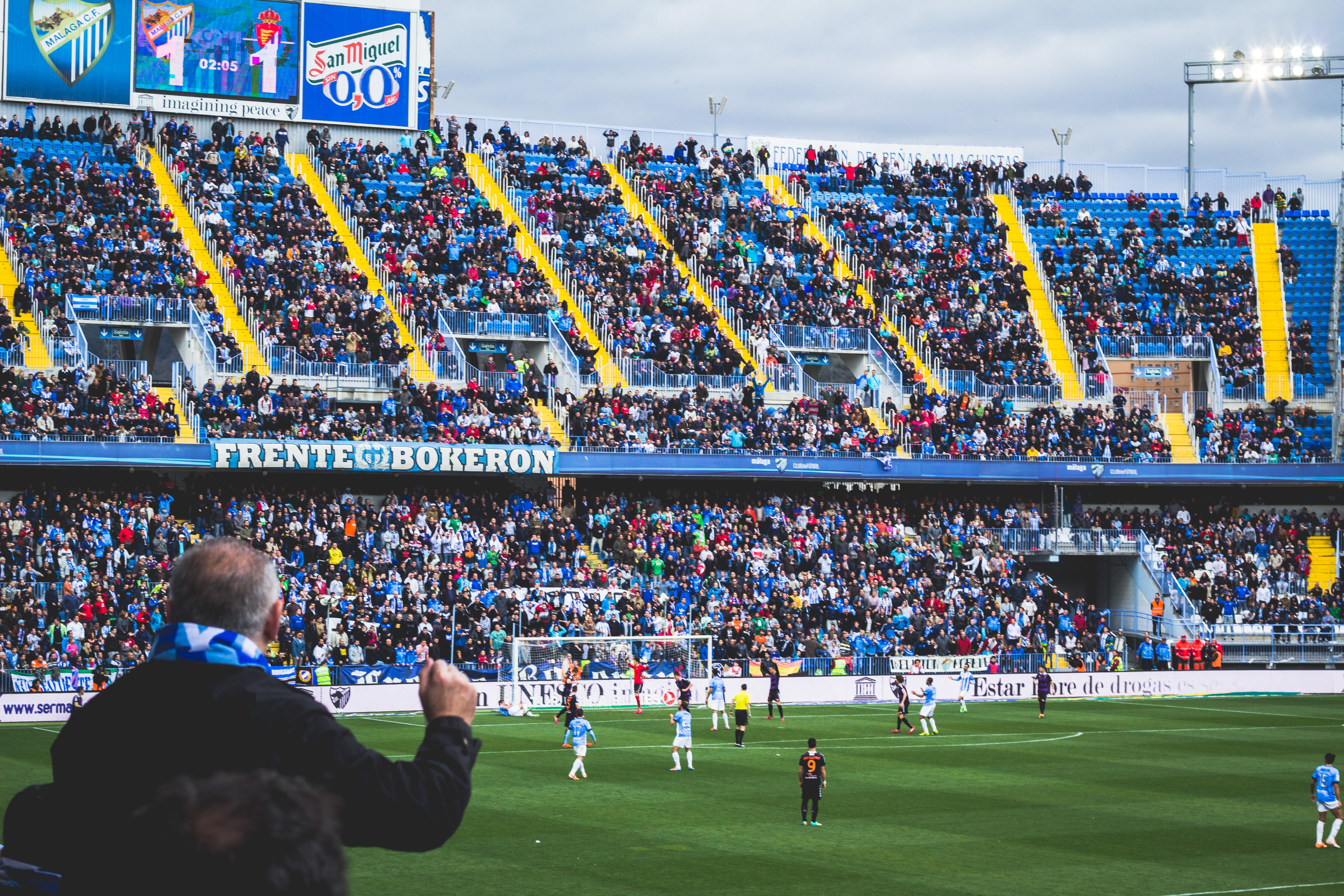
A lelátó egy része 2014-ben